# Ícaro

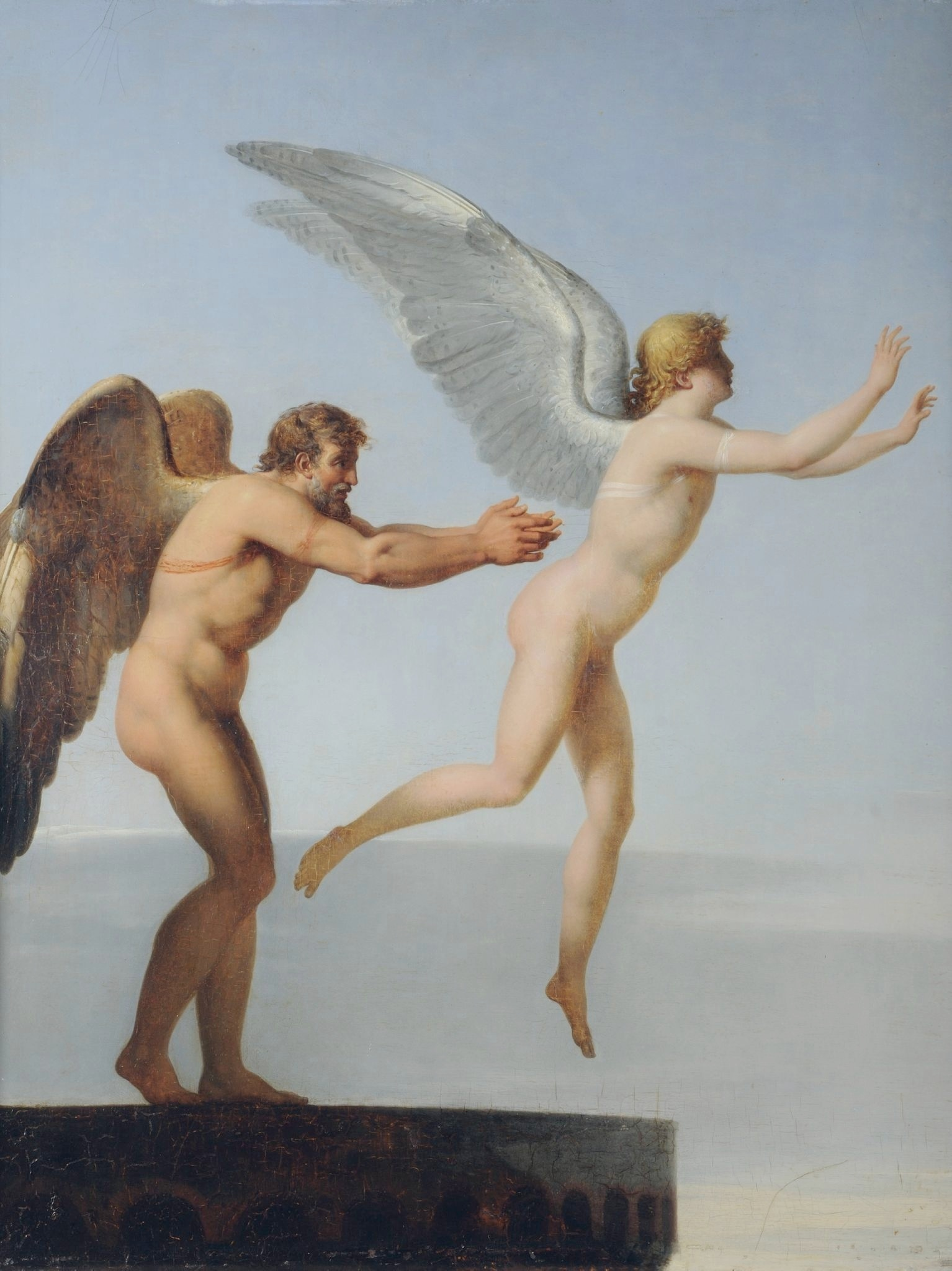
Dédalo e Ícaro

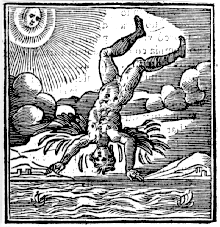
Grabado del emblema CIV del Emblematum liber (1531) de Andrea Alciato que representa a Ícaro (enlace)

En la mitología griega, Ícaro (en griego antiguo, Ἴκαρος, Ikaros y en griego moderno, Ίκαρος, Ikaros) es hijo del arquitecto Dédalo, constructor del laberinto de Creta, y de una esclava llamada Náucrate.
Ícaro estaba retenido junto a su padre, Dédalo, en la isla de Creta por el rey de la isla, llamado Minos.
Dédalo decidió escapar de la isla en secreto, pero dado que Minos controlaba las aguas y la tierra, Dédalo se puso a trabajar para fabricar alas para él y su hijo, Ícaro. Enlazó plumas entre sí uniendo con hilo las plumas centrales y con cera las laterales, y le dio al conjunto la suave curvatura de las alas de un pájaro. Ícaro a veces corría a recoger del suelo las plumas que el viento se había llevado o ablandaba la cera.
Cuando al fin terminó el trabajo, Dédalo batió sus alas y se halló subiendo y suspendido en el aire. Equipó entonces a su hijo de la misma manera, y le enseñó cómo volar. Cuando ambos estuvieron preparados para volar, Dédalo advirtió a Ícaro que no volase demasiado alto porque el calor del sol derretiría la cera, ni demasiado bajo porque la espuma del mar mojaría las alas y no podría volar. 
Pasaron las islas de Samos, Delos, Paros, Lebintos y Calimna, entonces el muchacho comenzó a ascender. El ardiente sol ablandó la cera que mantenía unidas las plumas y estas se despegaron. Ícaro agitó sus brazos, pero no quedaban suficientes plumas para sostenerlo en el aire y cayó al mar. Su padre lloró y lamentando amargamente sus artes, y, en su memoria, llamó Icaria a la tierra cercana al lugar del mar en el que Ícaro había caído.
Dédalo llegó sano y salvo a Sicilia, donde quedó bajo la protección del rey Cócalo. Allí construyó un templo a Apolo en el que colgó sus alas como ofrenda al dios.
Pausanias cuenta una versión más prosaica en la que ambos huían de Creta en pequeñas barcas, para lo cual Dédalo inventa el principio de la vela, desconocido hasta entonces para los hombres. Ícaro, navegante torpe, naufragó frente a la costa de Samos, en cuyas orillas se encontró su cuerpo. Heracles le dio sepultura en esa tierra, que desde entonces se llama Icaria, y el mar que está junto a ella recibió el nombre de mar Icario.

## Posibles orígenes del mito

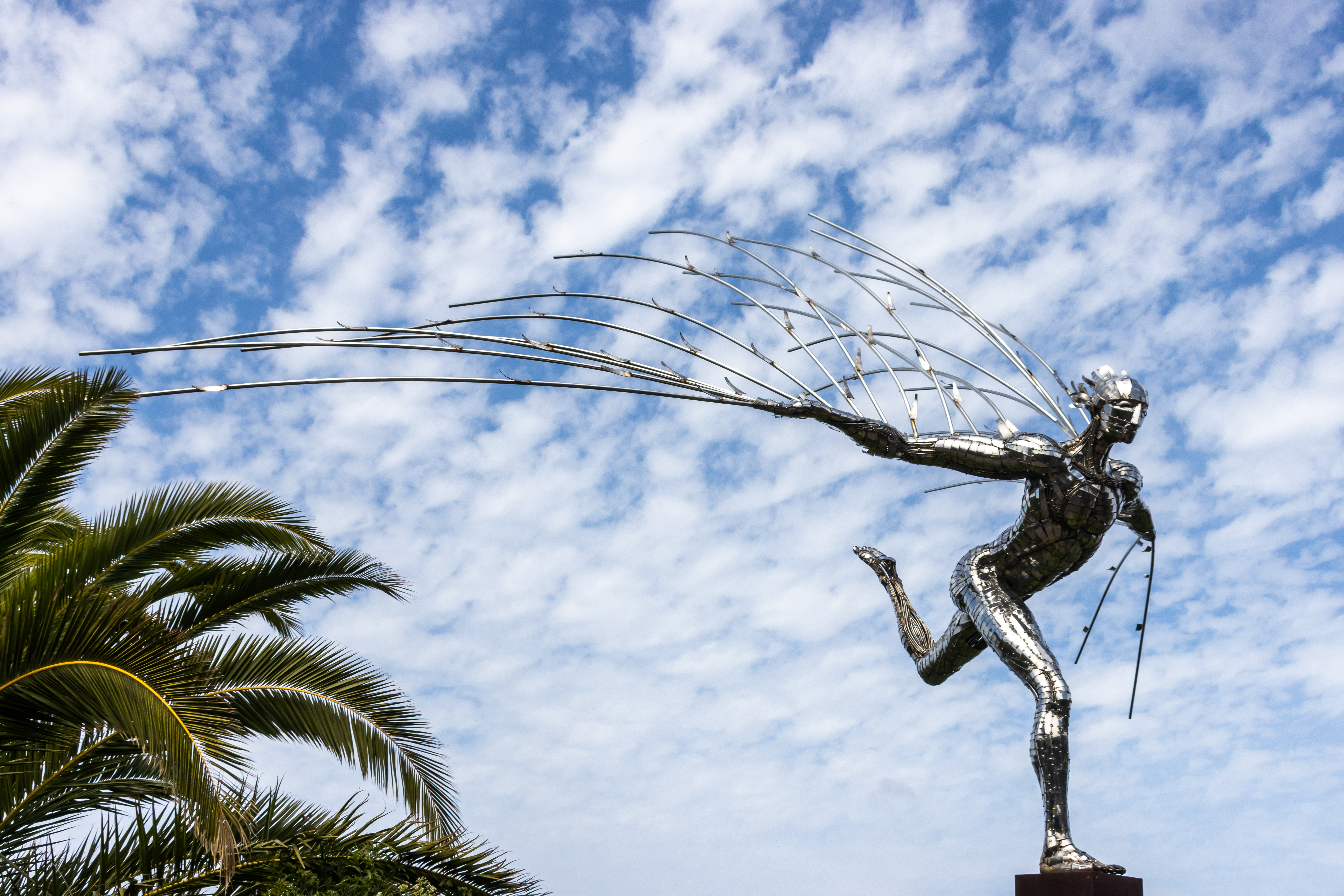
Ícaro Salvado, obra de Julio Nieto. La Matanza de Acentejo. Tenerife, España

Acorde a la investigación del escritor Robert Graves, el mito de Ícaro podría haber surgido de la tradición de arrojar a una persona vestida con alas de perdiz desde un risco, llamada pharmacos. Por otra parte en Creta se llevaba a cabo un baile anual conocido como el baile de la perdiz en la que los participantes realizaban una danza siguiendo el trazado de un dibujo laberíntico sobre el suelo del complejo de Cnosos. En cambio la huida de Dédalo e Ícaro del laberinto de Creta con destino en el caso de Dédalo, a Cumas, Sicilia y Cerdeña podrían ser una metáfora de la migración de los habitantes nativos de Creta en la edad de bronce frente a las invasiones helénicas.

## Legado en la cultura occidental
El mito de Ícaro ha sido tratado no solo en la literatura (por los grandes autores de la antigüedad grecorromana, por ejemplo) sino también en otras disciplinas, como el cine (I...como Ícaro, película de Henri Verneuil de 1979) y la música (L´chute d´ Icare, para clarinete y conjunto de cámara, del compositor Brian Ferneyhough de 1988).La banda británica de heavy metal Iron Maiden compuso en 1983 un sencillo inspirado en la leyenda, titulado Flight of Icarus, de su álbum Piece of Mind.